# Vohimanga
Vohimanga est une commune urbaine malgache située dans la partie nord-ouest de la région d'Androy.